# Биле
Биле (фр. Bislée) насеље је и општина у североисточној Француској у региону Лорена, у департману Меза која припада префектури Комерси.
По подацима из 2011. године у општини је живело 61 становника, а густина насељености је износила 12,3 становника/km². Општина се простире на површини од 4,96 km². Налази се на средњој надморској висини од 220 метара (максималној 311 m, а минималној 217 m).

## Демографија
| 1962. | 1968. | 1975. | 1982. | 1990. | 1999. | 2011. |
| ----- | ----- | ----- | ----- | ----- | ----- | ----- |
| 77    | 83    | 89    | 77    | 79    | 68    | 61    |

График промене броја становника у току последњих година